# Hans-Georg Schwarzenbeck
Hans-Georg (Georg) «Katsche» Schwarzenbeck (Múnic, 3 d'abril de 1948) és un exfutbolista alemany. Va jugar a la Bundesliga en el període 1966-79, apareixent en 416 partits com a defensa del Bayern de Múnic. Va guanyar sis Bundeslligues, tres Copes d'Alemanya, una Recopa d'Europa de futbol, i tres Copes d'Europa.